# Follmanniella scutellata
Follmanniella scutellata — вид грибів, що належить до монотипового роду Follmanniella.